# Natale da chef
Natale da chef è un film italiano del 2017 diretto da Neri Parenti.
Fa parte del filone dei cine-panettoni e prodotto dalla Mari Film.

## Trama
Gualtiero Saporito è un grande chef, ma solo nella sua testa: con i suoi arditi mix di ingredienti cucina solo delle schifezze, ma nonostante ciò non demorde, insistendo a proporre la sua cucina in ogni occasione e ricevendo insulti e porte in faccia. La sua tenacia, un giorno, viene premiata. Infatti Furio Galli, proprietario di una famosa ditta di catering, gli offre il posto di capocuoco nella brigata che parteciperà alla gara d'appalto indetta per "sfamare" il prossimo G7. Il disegno di Furio ovviamente è losco. Per salvare la sua azienda sull'orlo della bancarotta, ha infatti promesso al suo avversario di lasciarlo vincere in cambio del ripianamento di tutti i debiti accumulati dalla ditta di Furio. Gualtiero si trova così alle prese con un aiuto cuoco affetto da ageusia, cioè l'incapacità di sentire i sapori e gli odori, un sommelier astemio, ingannato dalla giudice di cui si innamora che gli fa credere che invece il giudice sia una signora anziana, e una pasticcera che esce dalle torte durante gli addii al celibato anziché prepararle. 

## Produzione
Il film è stato girato prevalentemente fra Roma, Trento, Trentino e Riva del Garda

## Distribuzione
Il primo teaser trailer del film viene diffuso sul canale YouTube SpettacoloEU il 17 novembre 2017. Il trailer ufficiale viene diffuso sempre su YouTube dal canale ufficiale della Medusa Film dieci giorni dopo.
La pellicola è stata distribuita nelle sale italiane dal 14 dicembre 2017.

## Accoglienza

### Incassi
La pellicola dopo 3 settimane di programmazione ha incassato circa 2800000 €.